# II millennio
Il II millennio inizia il 1º gennaio dell'anno 1001 e termina il 31 dicembre dell'anno 2000 incluso.
È stato definito "il millennio dell'Europa occidentale", per il grande ruolo esercitato da quest'area geografica.

## Avvenimenti
- Le Crociate
- Lo scisma d'Oriente
- La Peste Nera
- Imperi Mongoli in Asia
- La Scoperta dell'America
- Il Rinascimento in Europa
- La Riforma protestante
- la seconda rivoluzione agricola e la rivoluzione industriale
- La nascita del nazionalismo e degli stati nazionali.
- Scoperta europea delle Americhe e dell'Australia, con relative colonizzazioni
- Colonizzazione e decolonizzazione europea dell'Africa e dell'Asia.
- Esplosione demografica
- Prima e seconda guerra mondiale
- Guerra fredda
- Energia atomica
- Capitalismo e Comunismo
- Rivoluzione Informatica
- Conquista dello spazio

## Personaggi significativi
- Guglielmo il Conquistatore (1028-1087), conquistatore normanno
- Federico Barbarossa (1123-1190), imperatore tedesco
- Gengis Khan (1155-1227), conquistatore mongolo
- Francesco d'Assisi (1181-1226), santo italiano
- Federico II di Svevia (1194-1250), imperatore tedesco
- Tommaso d'Aquino (1225-1284), teologo italiano
- Dante Alighieri (1265-1321), poeta e scrittore italiano
- Maometto II (1432-1481), sultano ottomano
- Cristoforo Colombo (1451-1506), esploratore italiano
- Leonardo da Vinci (1452-1519), scienziato ed artista italiano
- Huayna Cápac (1455/1460-1525), imperatore inca
- Niccolò Machiavelli (1469–1527), filosofo e politico italiano
- Niccolò Copernico (1473-1543), astronomo e matematico polacco
- Michelangelo Buonarroti (1475-1564), pittore e scultore italiano
- Martin Lutero (1483-1546), riformatore religioso tedesco
- Raffaello Sanzio (1483-1519), artista italiano
- Solimano il Magnifico (1494-1566), sultano ottomano
- Miguel de Cervantes (1547-1616), scrittore spagnolo
- William Shakespeare (1564-1616), scrittore inglese
- Galileo Galilei (1564-1642), scienziato italiano
- René Descartes (1596-1650), filosofo e matematico francese
- Gian Lorenzo Bernini (1598-1680), scultore, architetto e pittore italiano
- Molière (1622-1673), commediografo e attore teatrale francese
- Luigi XIV di Francia (1638-1715), re di Francia
- Isaac Newton (1642-1727), scienziato inglese
- Gottfried Leibniz (1646-1716), scienziato tedesco
- Johann Sebastian Bach (1685-1750), compositore e organista tedesco
- Voltaire (1694-1778), scrittore e filosofo francese
- Benjamin Franklin (1706-1790), politico e scienziato statunitense
- Carlo Linneo (1707-1778), scienziato svedese
- Jean-Jacques Rousseau (1712-1778), filosofo e scrittore svizzero
- Immanuel Kant (1724-1804), filosofo tedesco
- George Washington (1732-1799), politico statunitense
- Thomas Jefferson (1743-1826), politico statunitense
- Johann Wolfgang von Goethe (1746-1832), scrittore, poeta e drammaturgo tedesco
- Wolfgang Amadeus Mozart (1756-1791), compositore austriaco
- Napoleone Bonaparte (1769-1821), generale e imperatore francese
- Ludwig van Beethoven (1770-1827), compositore e pianista tedesco
- Carl Friedrich Gauss (1777-1855), matematico tedesco
- Pio IX (1792–1878), ultimo Papa-re
- Victor Hugo (1802-1885), scrittore, poeta, drammaturgo e politico francese
- Giuseppe Mazzini (1805-1872), patriota, politico e filosofo italiano
- Giuseppe Garibaldi (1807-1882) patriota e generale italiano
- Abraham Lincoln (1809-1865), politico statunitense
- Charles Darwin (1809-1882), scienziato inglese
- Camillo Benso, conte di Cavour (1810-1861), politico italiano
- Giuseppe Verdi (1813-1901), compositore italiano
- Otto von Bismarck (1815-1898), cancelliere tedesco
- Karl Marx (1818-1883), filosofo tedesco
- James Clerk Maxwell, (1831-1879) fisico scozzese
- Alfred Nobel (1833-1896), scienziato svedese
- Friedrich Nietzsche (1844-1900), filosofo tedesco
- Thomas Alva Edison (1847-1931), inventore e uomo d'affari statunitense
- Sigmund Freud (1856-1939), psicanalista austriaco
- Mahatma Gandhi (1869-1948), politico rivoluzionario indiano
- Vladimir Lenin (1870-1924), statista sovietico
- Iosif Stalin (1878-1953), dittatore sovietico
- Pablo Picasso (1881-1973), artista spagnolo
- Franklin Delano Roosevelt (1882-1945), politico statunitense
- Benito Mussolini (1883-1945), dittatore italiano
- Charlie Chaplin (1889-1977), attore e direttore britannico
- Adolf Hitler (1889-1945), dittatore tedesco
- Charles de Gaulle (1890-1970), politico francese
- Antonio Gramsci (1891-1937), politico, filosofo e scrittore italiano
- Francisco Franco (1892-1975), dittatore spagnolo
- Mao Tse-tung (1893-1976), dittatore cinese
- Winston Churchill (1874-1965), politico britannico
- Albert Einstein (1875-1956), fisico tedesco
- Dwight D. Eisenhower (1890-1969), generale e politico statunitense
- Enrico Fermi (1901-1954), fisico italiano
- Walt Disney (1901-1966), animatore e imprenditore statunitense
- John von Neumann (1903-1957), scienziato ungherese e statunitense
- Konrad Lorenz (1903-1989), scienziato austriaco
- Albert Hofmann (1906-2008), scienziato svizzero
- John Fitzgerald Kennedy (1917-1963), politico statunitense
- Nelson Mandela (1918-2013), politico sudafricano
- Giovanni Paolo II (1920-2005), papa polacco
- Elisabetta II del Regno Unito, (1926-2022), regina d'Inghilterra
- Fidel Castro (1926-2016), politico cubano
- Marilyn Monroe (1926-1962), attrice e cantante statunitense
- Che Guevara (1928-1967), rivoluzionario argentino
- Martin Luther King (1929-1968), politico e pacifista statunitense
- Neil Armstrong (1930-2012), astronauta statunitense, primo uomo sulla Luna
- Michail Gorbačëv (1931-2022), politico sovietico
- Yuri Gagarin (1934-1968), astronauta sovietico, primo uomo nello spazio
- Elvis Presley (1935-1977), cantante statunitense
- John Lennon (1940-1980), cantautore e attivista inglese
- Bob Dylan (1941), cantautore e compositore statunitense
- Steve Jobs (1955-2011), imprenditore ed informatico statunitense
- Bill Gates (1955), imprenditore ed informatico statunitense
- Michael Jackson (1958-2009), cantautore e ballerino statunitense

## Invenzioni, scoperte, innovazioni
- La stampa a caratteri mobili
- La scoperta dell'America
- La polvere da sparo
- I grandi velieri
- La scoperta dell'Australia
- Le iniziative del capitalismo
- La macchina a vapore
- Il metodo scientifico
- La teoria della relatività
- I vaccini
- La teoria dell'evoluzione
- I farmaci di sintesi
- Il motore elettrico
- Il giornalismo e il suffragio universale
- Le iniziative del socialismo
- Il motore a scoppio
- Il volo umano
- La radio e la televisione
- Lo sviluppo della meccanica quantistica e della chimica molecolare
- I fondamenti della genetica e del DNA
- L'energia atomica
- La conquista dello spazio e il primo uomo sulla Luna
- L'elettronica, il computer, il software e Internet
- L'università